# アッバディーア・ラリアーナ
アッバディーア・ラリアーナ（伊: Abbadia Lariana）は、イタリア共和国ロンバルディア州レッコ県にある、人口約3,200人の基礎自治体（コムーネ）。

## 地理

### 位置・広がり
レッコ県中部、コモ湖畔のコムーネ。県都レッコから北西へ6kmの距離にある。

#### 隣接コムーネ
隣接するコムーネは以下の通り。括弧内のCOはコモ県所属を示す。
- バッラービオ
- レッコ
- マンデッロ・デル・ラーリオ
- オリヴェート・ラーリオ
- ヴァルブローナ (CO)

### 気候分類・地震分類
気候分類では、zona E, 2359 GGに分類される。
また、イタリアの地震リスク階級 (it) では、zona 3 (sismicità bassa) に分類される。

## 行政

### 分離集落
以下の分離集落（フラツィオーネ）がある。
- Borbino, Crebbio, Linzanico, Novegolo

### 山岳部共同体
レッコ県とベルガモ県にまたがる広域自治体「ラーリオ・オリエターレ＝ヴァッレ・サン・マルティノ山岳部共同体」  (it:Comunità montana Lario Orientale - Valle San Martino)  （事務所所在地: ガルビアーテ）を構成する自治体のひとつである。